# Pseudanhammus keili
Pseudanhammus keili là một loài bọ cánh cứng trong họ Cerambycidae.